# Lissonota antennalis
Lissonota antennalis är en stekelart som beskrevs av Thomson 1877. Lissonota antennalis ingår i släktet Lissonota och familjen brokparasitsteklar. Arten är reproducerande i Sverige. Inga underarter finns listade i Catalogue of Life.